# 樺型駆逐艦
樺型駆逐艦（かばがたくちくかん）は、日本海軍の二等駆逐艦の艦級である。同型艦10隻。
第一次世界大戦への参戦により、外洋で作戦活動が行える艦が必要になった日本海軍が急遽建造した中型駆逐艦である。日本海軍で運用されたものの他、本艦型を元にフランス海軍が発注した「アラブ級駆逐艦」が12隻建造されている。

## 計画・建造
第一次世界大戦が勃発した時、日本海軍の航洋型駆逐艦は一等の海風型2隻、二等の桜型2隻の4隻しかなかった。このため1914年（大正3年）8月23日のドイツへの宣戦布告から5日後の8月28日に、海軍大臣は臨時軍事費による駆逐艦10隻の建造を要請、帝国議会で承認され、9月9日には天皇の裁可を受けた。予算は大正3年会計年度（大正4年3月末まで）のみであり、翌年春までに全艦竣工というスピード建造であった。
このために海軍工廠4か所（横須賀、呉、佐世保、舞鶴）と駆逐艦建造経験のある民間造船所4か所（三菱長崎造船所、川崎造船所、浦賀船渠、大阪鉄工所）を総動員し、横須賀海軍工廠と呉海軍工廠では進水工事の手間を省くために乾ドック内で建造を行い、また川崎造船所と三菱長崎造船所では2隻同時に並行建造を行った。工事は最優先で、機関や艤装品も順調に納入され、全艦起工から5カ月以内に竣工した。一番早く竣工した横須賀海軍工廠建造の「樺」の場合で起工から105日で竣工した。
このような急速建造が可能となった要因の1つとして、後述するように機関にレシプロを採用したことにあった。これは戦時型の駆逐艦には、量産に適した機関の選定が重要なことを示している。
なお10隻の建造費は予算1057万円余り、実際の支出額は9,898,563円（円未満省略）だった。

## 艦型
基本計画番号 F23。設計は急速建造に対応するために桜型駆逐艦（基本計画番号 F10）の図面を流用し、一部改正のみにとどめた。
船体も同一であるが、後述の機関の改正の他、桜型が計画排水量600トンから桜の実際で80トン増となったことから各部の重量配分を改め、計画排水量665トンとした。
主機は桜型と同一のレシプロ3基3軸、主缶（メイン・ボイラー）は桜型がイ号艦本式缶（混焼）5基のところ、後部の2基は初採用のロ号艦本式缶（石炭専焼）とし、前部の3基は大型のロ号艦本式缶（重油専焼）2基に代えて缶を一つ減らした。缶1基分の余った機関前方スペースは重油タンクとして重油60トンを増載し航続力を増大、また重油タンク上部は准士官室とされて居住性が多少改善された。外観上はボイラー改正のため3本の煙突すべての太さ、間隔が違うのが特徴になっている。なお一部の艦では、竣工後に重油タンクからの漏洩が見つかっている。
兵装は桜型と同一で、艦首甲板に12cm砲1門を搭載、突撃時の敵駆逐艦制圧用に前方火力を重視している。8cm砲は2番煙突の左右に1門ずつ、3番煙突後方の1段高いプラットフォームに1門、後甲板に1門の計4門を搭載した。魚雷発射管は前部マスト直後と後部マスト直前に連装発射管を1基ずつ計4門を搭載、予備魚雷は前部用4本、後部用2本となっている。
後甲板には後に連繋機雷である一号機雷乙型（大正10年制定）の敷設軌道が設置された。

## 運用
本型10隻のうち「樺」「桐」は、桜型の「桜」「橘」と第21駆逐隊を編成した。他の8隻は、「楓」「桂」「梅」「楠」で第6駆逐隊、「榊」「柏」「松」「杉」で第7駆逐隊を編成、1916年（大正5年）秋から1917年（大正6年）初頭にシンガポールに進出、次いで同年4月には地中海に進出し船団護衛の任務に就いた。うち「榊」は、同年6月11日にオーストリア潜水艦に雷撃され艦首切断、戦死者59名負傷者16名を出す被害を受けている（詳細は榊の項を参照）。
1932年（昭和7年）4月1日、全艦そろって除籍された。

## アラブ級駆逐艦
日本と同じく連合国として第一次世界大戦に参戦していたものの、本土や欧米の連合国が戦禍に見舞われ建造能力が限界に達していたフランス海軍も日本に本型を発注し、1917年（大正6年）に12隻が建造、引き渡されアラブ級駆逐艦としてフランス海軍で運用された。
基本的に樺型と同型であるが、各部構造の強化、艤装の改善などで排水量は690トンに増大した。兵装は3番煙突後方の8cm砲1門に代えて8cm高角砲1門を搭載している。
建造は海軍工廠4か所に加え、川崎造船所と三菱長崎造船所で2隻ずつ行い、全艦半年あまりで竣工した。工事の監督は日本海軍が行い、ポートサイドまでの回航も日本海軍の乗員が行って、フランス海軍に引き渡された。

## 同型艦

### 樺（かば）
1914年（大正3年）12月1日、横須賀海軍工廠で起工、1915年（大正4年）2月6日進水（出渠）、同年3月15日竣工。1932年4月1日除籍。

### 榊（さかき）
1914年11月5日佐世保海軍工廠で起工1915年2月15日進水同年3月22日竣工。
1917年4月26日、沈没した客船・「トランスシルバニア」の乗員多数を救助、多くの人命を救ったことに連合国は感謝し、上原太一艦長ほか将兵27名がイギリス国王ジョージ5世から叙勲された。しかし、1917年（大正6年）6月11日、護衛任務を終えマルタ島へ帰還の途上、敵潜水艦の魚雷が命中し艦首切断、上原太一艦長以下59名が戦死した。その後、イギリス工廠で修理の上再就役し、艦長は蒲田静三が引き継いだ。
1932年4月1日除籍。

### 楓（かえで）
1914年10月29日舞鶴海軍工廠で起工、1915年2月20日進水、同年3月25日竣工。1932年4月1日除籍。

### 桂（かつら）
1914年12月1日呉海軍工廠で起工、1915年3月4日進水、1915年3月31日竣工。1932年4月1日除籍。

### 梅（うめ）
1914年11月10日川崎造船所で起工、1915年2月27日進水1915年3月31日竣工。1932年4月1日除籍。

### 楠（くすのき）
1914年11月10日川崎造船所で起工、1915年3月5日進水、同年3月31日竣工。1932年4月1日除籍。

### 柏（かしわ）
1914年11月3日三菱長崎造船所で起工、1915年2月14日進水、同年4月4日竣工。1932年4月1日除籍。

### 松（まつ）
1914年11月3日三菱長崎造船所で起工、1915年2月14日進水、同年4月6日竣工。1932年4月1日除籍。

### 杉（すぎ）
1914年11月24日大阪鉄工所(桜島工場)で起工、1915年2月16日進水、同年4月7日竣工。1932年4月1日除籍。

### 桐（きり）
1914年11月24日浦賀船渠で起工、1915年2月28日進水、同年4月23日竣工。1932年4月1日除籍。

## 駆逐隊の変遷
樺型駆逐艦10隻のうち、8隻はそれぞれ4隻ずつ駆逐隊を編成した。樺・桐は桜型駆逐艦からなる第十七駆逐隊に編入され、十七駆は2種混成部隊となった。十七駆については第十七駆逐隊の項を参照。

### 第十一駆逐隊→第二十三駆逐隊→第七駆逐隊
佐世保鎮守府籍の榊・柏・松・杉で編成。東雲型駆逐艦からなる先代が明治45年2月1日に解隊されて以来の二代目第十一駆逐隊となる。大正7年4月1日、佐鎮の駆逐隊は第二十一～第三十までの番号に揃えられたため、第二十三駆逐隊に改称した。大正14年11月5日、横須賀鎮守府に転出し、神風型駆逐艦からなる先代が、所属艦の掃海艇への転籍に伴い大正13年12月1日に解隊されて以来の五代目第七駆逐隊となる。昭和6年10月31日、吹雪型駆逐艦曙が竣工し、第七駆逐隊は曙以降に竣工する吹雪型駆逐艦と交代することになり、この日をもって樺型駆逐艦は駆逐隊より離脱した。所属部隊と所属駆逐艦の変遷は以下のとおり。各艦の艦歴は各艦の項目を参照。
1915年（大正4年）5月1日:編成。佐世保鎮守府部隊。
1915年（大正4年）12月13日:第二艦隊第二水雷戦隊。
1916年（大正5年）12月1日:第一艦隊第一水雷戦隊。
1917年（大正6年）2月7日:第二特務艦隊。
1917年（大正6年）6月11日:クレタ島沖で榊被雷大破。
1917年（大正6年）9月20日:英国より貸与された栴檀を編入。
1917年（大正6年）10月12日:英国より貸与された橄欖を編入。
1918年（大正7年）4月1日:第二十三駆逐隊に改称。
1918年（大正7年）8月6日:榊復帰。
1919年（大正8年）1月17日:橄欖、栴檀は駆逐隊より離脱し、英国へ返却。
1919年（大正8年）8月9日:佐世保鎮守府予備艦。
1925年（大正14年）11月5日:横須賀鎮守府に転籍、第七駆逐隊に改称。横須賀鎮守府予備艦。
1931年（昭和6年）10月31日:解隊。所属艦は横須賀鎮守府予備艦となる。
（1932年（昭和7年）4月1日:榊、柏、松、杉除籍。）

### 第十駆逐隊→第二十二駆逐隊→第六駆逐隊
佐世保鎮守府籍の楓・桂・梅・楠で編成。雷型駆逐艦、東雲型駆逐艦、暁型駆逐艦からなる先代が大正3年12月1日に解隊されて以来の二代目第十駆逐隊となる。大正7年4月1日、佐鎮の駆逐隊は第二十一～第三十までの番号に揃えられたため、第二十二駆逐隊に改称した。大正14年11月5日、横須賀鎮守府に転出し、神風型駆逐艦からなる先代が、所属艦の除籍に伴い大正13年12月1日に解隊されて以来の三代目第六駆逐隊となる。所属部隊と所属駆逐艦の変遷は以下のとおり。各艦の艦歴は各艦の項目を参照。
1915年（大正4年）5月1日:編成。佐世保鎮守府部隊。
1915年（大正4年）12月13日:第二艦隊第二水雷戦隊。
1916年（大正5年）12月1日:第三艦隊第六戦隊。
1917年（大正6年）2月7日:第二特務艦隊。
1918年（大正7年）4月1日:第二十二駆逐隊に改称。
1919年（大正8年）8月9日:佐世保鎮守府予備艦。
1925年（大正14年）11月5日:横須賀鎮守府に転籍、第六駆逐隊に改称。横須賀鎮守府予備艦。
1926年（大正15年）6月1日:桂、楓、駆逐隊より離脱。
1928年（昭和3年）4月1日:第一艦隊第一航空戦隊。
1928年（昭和3年）12月10日:横須賀鎮守府予備艦。
1932年（昭和7年）4月1日:所属艦の除籍により解隊。